# Aldeacipreste
Aldeacipreste település Spanyolországban, Salamanca tartományban. Aldeacipreste Colmenar de Montemayor, Horcajo de Montemayor, Valdehijaderos, La Calzada de Béjar, Béjar, Cantagallo, Puerto de Béjar, Montemayor del Río, Lagunilla és Valdelageve községekkel határos. Lakosainak száma 91 fő (2024).

## Népesség
A település népessége az elmúlt években az alábbi módon változott:
| Lakosok száma | 215  | 192  | 162  | 148  | 135  | 130  | 119  | 109  | 98   | 91   |
|               | 2001 | 2004 | 2007 | 2009 | 2012 | 2014 | 2017 | 2019 | 2022 | 2024 |